# Montserrat Caballé

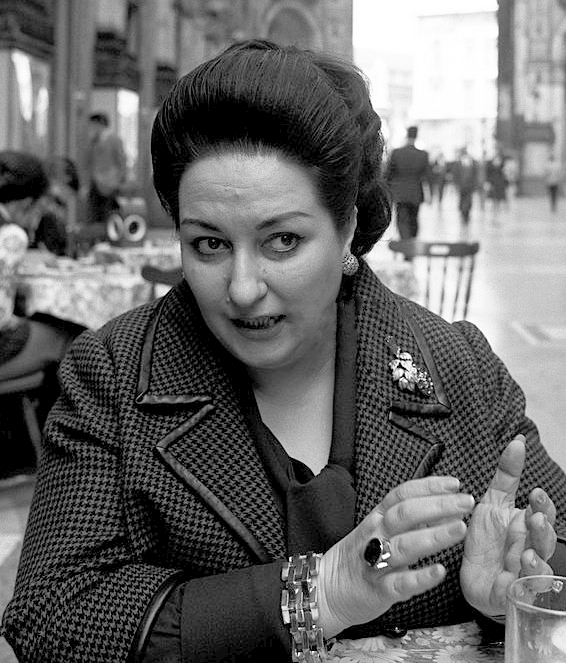
Montserrat Caballé in 1971

Maria de Montserrat Viviana Concepción Caballé i Folc (Barcelona, 12 april 1933 – aldaar, 6 oktober 2018) was een Spaanse operazangeres met het stemtype sopraan.

## Persoonlijk
Haar ouders waren bang haar voor haar geboorte te verliezen en deden de belofte dat zij het kind zouden vernoemen naar het klooster van Montserrat als het levend en gezond geboren zou worden.
In 1964 trouwde Montserrat Caballé met de Catalaanse tenor Bernabé Martí, met wie zij een dochter en een zoon kreeg. Hun dochter, ook Montserrat genaamd, werd ook sopraanzangeres.

## Zangcarrière
Zij begon haar carrière met een 12-jarige studie aan het conservatorium van het Teatro Liceu te Barcelona en won in 1954 de Liceu gouden medaille. Twee jaar later maakte ze haar debuut als Mimi in La bohème bij de Opera van Bazel, waar ze een uitgebreid rollenrepertoire opbouwde, van onder meer Tosca, Aida, Arabella en Salomé.
Tussen 1956 en 1965 zong ze bij talloze operahuizen, onder meer in Bremen, het Teatro alla Scala, Wenen en Lissabon. In 1965 verwierf ze grote faam door in New York op korte termijn Marilyn Horne te vervangen tijdens een concertuitvoering van Donizetti's Lucrezia Borgia.
Ze werd wereldwijd een veelgevraagd zangeres, bekend om haar uitvoeringen van zeldzame Donizetti-opera's en haar vele plaatopnamen. Het "romige" timbre, het speciale volume van haar stem en haar vermogen om een noot zeer zacht te kunnen aanhouden maken haar tot een van de grootste sopranen van Spanje.
Haar glorieperiode liep van de grote doorbraak midden jaren zestig tot de vroege jaren tachtig. In deze periode was haar carrière een aanschakeling van een diversiteit van rollen in zowel het Italiaanse repertoire - van Bellini via Rossini over Verdi tot Puccini als het Duitse - Strauss, Wagner - of het Franse - Meyerbeer. Ook haar minder bekende Mozartvertolkingen genieten aanzien. Hoewel het Italiaanse belcanto een groot deel van haar rollen innam, liepen deze toch vaak door genres heen. Soms zong ze aria's uit de barokmuziek, vooral uit opera's van Händel, of liederen van bijvoorbeeld Enrique Granados en Richard Strauss.
Daarbij schuwde ze risico's niet door interpretaties te geven van rollen die voor haar stemtype niet voor de hand lagen. Zoals vele groten van de opera werd Caballé vaak uitgenodigd om titelrollen te zingen. Haar stem was dermate flexibel dat ze dit aankon. Waar Caballé in haar vroege carrière de rol zong van bijvoorbeeld Liu uit Puccini's Turandot, vertolkte ze later de titelrol. Tijdens haar topperiode maakte ze studio-opnames die vaak nog steeds als referentie gelden.
Montserrat Caballé heeft de carrière van de tenor José Carreras een duw in de goede richting gegeven door regelmatig met hem te werken. Haar samenwerking in de jaren tachtig met rockzanger Freddie Mercury - met wie zij de hit Barcelona scoorde - resulteerde in het opnemen van een album en het verwerven van veel nieuwe fans. Dit nummer is als melodie gebruikt voor de Olympische Spelen van 1992 in Barcelona. Zo bracht zij veel jonge mensen in contact met opera. Tevens maakte zij zarzuela en Spaanse liederen bekend bij een internationaal publiek.
Ondanks haar zwakke gezondheid wist ze haar warmte en goede humeur te behouden en zette zij zich in voor goede doelen. Zo vierde zij haar zestigste verjaardag met een benefietrecital in de Parijse Opéra Garnier voor de Worldwide Foundation for AIDS Research. Ook was ze sinds 1994 UNESCO goodwill-ambassadeur.

## Toprollen uit haar repertoire
- ADRIANA LECOUVREUR (titelrol, Cilea) - onder meer versie met José Carreras als Maurizio
- AIDA (titelrol, Verdi) - opname met R. Mutti uit 1974
- ARMIDA (titelrol, Rossini)
- CLEOPATRA (Giulio Cesare, Händel)
- ElISABETH (Tannhäuser, Wagner)
- ELISABETTA (Don Carlo, Verdi) - onder meer verschillende versies met Placido Domingo als Don Carlo
- IMOGENE (Il Pirata, Bellini)
- LEONORA (Il Trovatore, Verdi) - o.a. Orange 1972
- LIU (Turandot, Puccini) - onder meer versie met Birgit Nilsson uit 1965
- LUCREZIA BORGHIA (titelrol, Donizetti)
- MADAMA BUTTERFLY (titelrol, Puccini)
- MARGUERITE DE VALOIS (les Huguenots, Meyerbeer)
- MARIA STUARDA (titelrol, Donizetti)
- NORMA (titelrol, Bellini) - beroemd optreden in Orange 1974
- SALOME (titelrol, Strauss)
- TOSCA (titelrol, Puccini)

## Discografie
Montserrat Caballé heeft in haar carrière vanaf 1963 meer dan 250 plaatopnamen gemaakt.
Albums (kleine selectie)
- Barcelona (1988) met Freddie Mercury
- Friends for life (1997) met meerdere bekende artiesten, waaronder René Froger
- With all my heart (1999)
- Don Carlos (2000) met Plácido Domingo
- Il corsaro (2001) met José Carreras en Jessye Norman

NPO Radio 2 Top 2000
| Nummer met noteringen in de NPO Radio 2 Top 2000 | '99 | '00 | '01 | '02 | '03 | '04 | '05 | '06 | '07 | '08 | '09 | '10 | '11 | '12 | '13 | '14 | '15 | '16 | '17 | '18 | '19 | '20 | '21 | '22 | '23 | '24 |
| ------------------------------------------------ | --- | --- | --- | --- | --- | --- | --- | --- | --- | --- | --- | --- | --- | --- | --- | --- | --- | --- | --- | --- | --- | --- | --- | --- | --- | --- |
| Barcelona (met Freddie Mercury)                  | 140 | 134 | 189 | 160 | 186 | 251 | 201 | 180 | 181 | 175 | 241 | 147 | 162 | 105 | 200 | 249 | 296 | 302 | 211 | 143 | 176 | 190 | 192 | 287 | 276 | 334 |

1. ↑  Een vetgedrukt getal geeft de hoogste notering aan.

## Onderscheidingen
- 1966: Commandeur in de Orde van Isabella de Katholieke (Spanje)
- 1975: Orde van Alfons X de Wijze (Spanje)
- 1982: Medalla d'Or de la Generalitat de Catalunya, de hoogste Catalaanse onderscheiding.
- 2003: Orde van Verdienste van de Bondsrepubliek Duitsland
- 2005: Legioen van Eer (Frankrijk)
- 2007: Kammersänger bij de Weense Staatsopera
- 2009: Grootkruis van de Orde van Verdienste (Italië)
- Diverse eredoctoraten, onder meer aan de universiteiten van Santander en Barcelona